# Parque dos Poetas

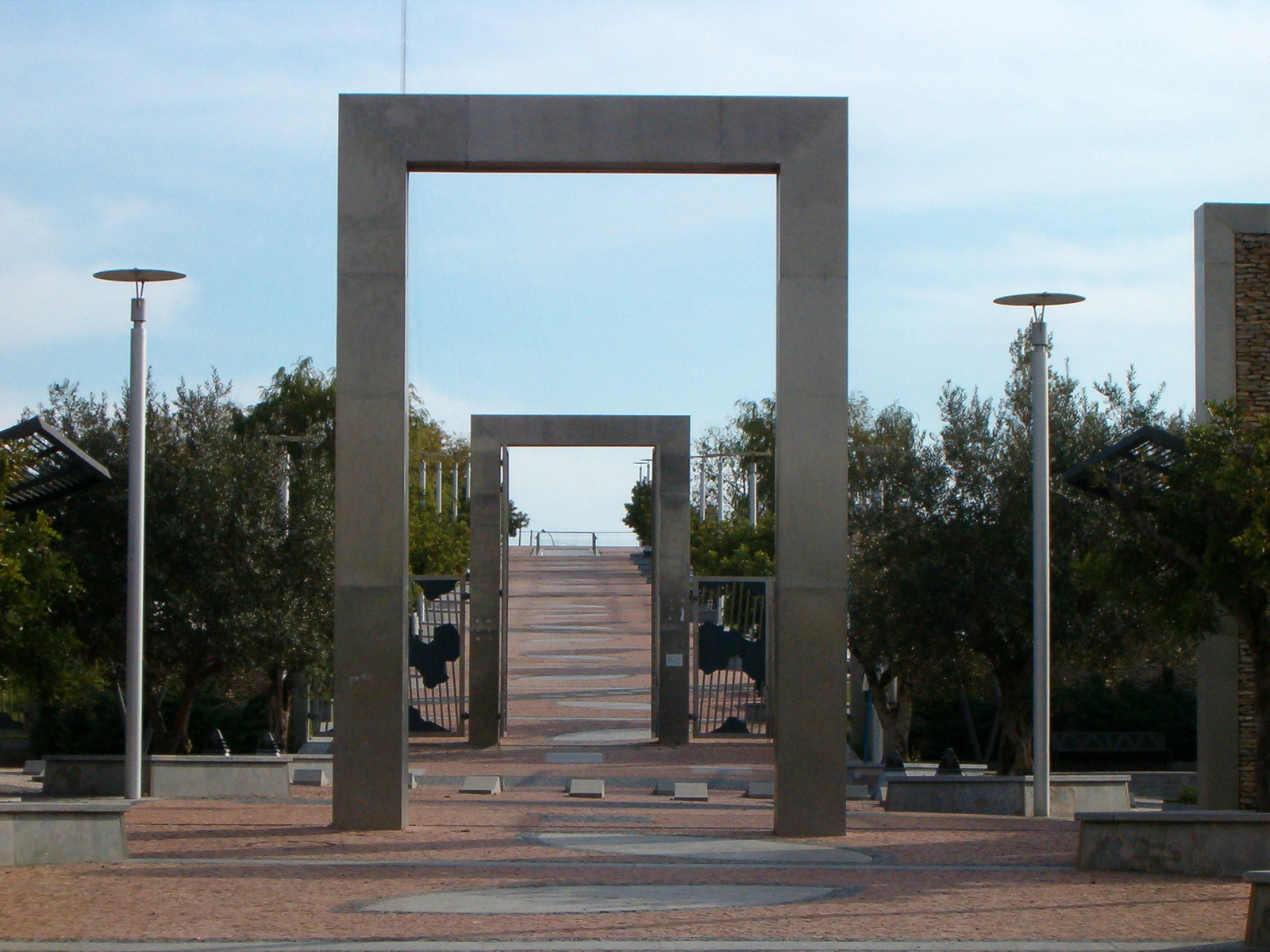
Park Poetów w Oeiras

Parque dos Poetas – park w Oeiras, w Portugalii, poświęcony poetom portugalskim.

## Opis
Pierwszy etap prac nad parkiem zakończono w 2003 r. Kolejne przestrzenie oddano do użytku w 2013 i w 2015 r. Łącznie park ma 22 hektary.
Park poświęcony był początkowo portugalskim poetom: Carlos de Oliveira, Camilo Pessanha, Teixeira de Pascoaes, Mário de Sá-Carneiro, Florbela Espanca, José Gomes Ferreira, José Régio, Vitorino Nemésio, Miguel Torga, Jorge de Sena, Sophia de Mello Breyner, Natália Correia, Eugénio de Andrade, Manuel Alegre, Fernando Pessoa, Alexandre O'Neill, António Ramos Rosa, David Mourão-Ferreira, António Gedeão i Ruy Belo.
W 2010 został poszerzony poprzez upamiętnienie następujących poetów: Dionizy I, João Roiz de Castel-Branco, Gil Vicente, Garcia de Resende, Bernardim Ribeiro, Sá de Miranda, Cristóvão Falcão, Diogo Bernardes, Luís de Camões, António Ferreira, Francisco Rodrigues Lobo, Soror Violante do Céu, Frei Jerónimo Baía, Correia Garção, Filinto Elísio, Nicolau Tolentino, José Anastácio da Cunha, Marquesa de Alorna, Manuel Maria Barbosa Du Bocage, Almeida Garrett, António Feliciano de Castilho, Alexandre Herculano, Soares de Passos, João de Deus, Antero de Quental, Gomes Leal, Guerra Junqueiro, António Feijó, Cesário Verde i António Nobre.